# Trentepohlia (Paramongoma) bromeliae
Trentepohlia (Paramongoma) bromeliae is een tweevleugelige uit de familie steltmuggen (Limoniidae). De soort komt voor in het Neotropisch gebied.